# Careca
Pour les articles homonymes, voir Careca (homonymie).
Antônio de Oliveira Filho, plus connu sous le nom de Careca, est un joueur de football international brésilien né le 5 octobre 1960 à Araraquara au Brésil.
Attaquant puissant et réaliste devant le but, Careca est l'une des stars du football brésilien dans les années 1980. Il inscrit notamment vingt-neuf buts en soixante sélections en équipe nationale.

## Carrière
Après avoir manqué la Coupe du monde 1982 pour cause de blessure, il compte bien prendre sa revanche lors de l'édition 1986. À la pointe de l'attaque d'une Seleçao particulièrement spectaculaire, Careca termine deuxième meilleur marqueur du tournoi derrière l'Anglais Lineker. Mais son ouverture du score face à la France en quart de finale est insuffisante pour éviter l'élimination du Brésil au terme de la séance de tirs-au-but.
Devenu à l'issue de la Coupe du monde 1986 l'un des joueurs les plus convoités du moment, il rejoint en 1987 le SSC Naples, pour former avec Diego Maradona l'un des meilleurs duos offensifs d'Europe, illustré par un magnifique but concluant une très belle action des deux coéquipiers[réf. nécessaire], lors de la finale de la Coupe de l'UEFA en 1989, remportée par le club napolitain. 
Mais c'est justement contre Maradona que Careca connaît sa deuxième désillusion en Coupe du monde, le Brésil étant éliminé par l'Argentine dès les huitièmes de finale en 1990.

## Style de Jeu
Careca est l'un des plus grands avant-centre de l'histoire du football brésilien. Il était opportuniste, prolifique, rapide, puissant et doté d'une très bonne technique. Bien que droitier, il était aussi capable de marquer du pied gauche, ainsi que dans des angles impossibles. Doté d'un bon jeu de tête et d'un excellent sens du placement qui lui permettait souvent d'être au bon endroit au bon moment dans la zone de réparation. Bien qu'avant-centre, il pouvait jouer à des postes plus reculés, comme milieu offensif par exemple, grâce à sa faculté de décrocher et donc de démarrer des attaques bien en dehors de la surface de réparation.

## Clubs
- 1976-1982 : Guarani FC  Brésil
- 1983-1987 : São Paulo FC  Brésil
- 1987-1993 : SSC Naples  Italie
- 1994-1996 : Kashiwa Reysol  Japon
- 1997 : Santos FC  Brésil

## Palmarès

### En club
- Vainqueur de la Coupe de l'UEFA en 1989 avec le SSC Naples
- Champion du Brésil en 1978 avec Guarani FC et en 1986 avec São Paulo
- Champion d'Italie en 1990 avec le SSC Naples
- Champion de São Paulo en 1985 et en 1987 avec São Paulo
- Champion du Brésil de Division 2 en 1981 avec Guarani FC
- Vainqueur de la Supercoupe d'Italie en 1990 avec le SSC Naples

### En Équipe du Brésil
- 60 sélections et 29 buts entre 1982 et 1993[2]
- Vainqueur de la Copa América en 1989
- Finaliste de la Copa América en 1983

### Distinctions individuelles
- Meilleur buteur du championnat du Brésil en 1986 (25 buts)
- Élu « Ballon d'Or brésilien » en 1986
- Soulier d'Argent de la Coupe du Monde en 1986 avec 5 buts
- Élu « Ballon d'Argent brésilien » en 1982 et en 1985